# 平和という名の廃墟
『平和という名の廃墟』（へいわというなのはいきょ、A Desolation Called Peace）は、アーカディ・マーティーンによる2021年のスペースオペラのサイエンス・フィクション長編小説。
本作は、『帝国という名の記憶』の続編であり、マーティーンのテイクスカラアン・シリーズの2作目となる。
前作同様にヒューゴー賞 長編小説部門を受賞し、2022年のローカス賞 SF長編部門も受賞した。

## あらすじ
『帝国という名の記憶』の数ヶ月後、異星人の勢力がテイクスカラアン帝国の工業コロニーで虐殺を行う。脅威への対処を命じられたテイクスカラアンのナイン・ハイビスカス提督は、情報省の専門家に不可解な敵との交信を試みるよう依頼する。その専門家とは、今や帝国の高官となったスリー・シーグラスであり、ルスエル・ステーションを経由して密かに前線に移動する。そこで彼女は、かつての仲間であり、今も名目上は帝国駐在大使であるマヒート・ドズマーレに同行するように説得する。マヒートはルスエルでの派閥争いによって高まる危険から逃れるチャンスと捉え、ルスエルの指導者の一人から帝国の異星人との戦争を長引かせるために、ファーストコンタクトを妨害するように命じられる。
ナイン・ハイビスカスの艦隊では、2人の女性が異星人との通信手段を開発し、恋愛関係を再出発させる。ナイン・ハイビスカスの副官であるトゥエンティ・シケイダの助けを借りて二人は敵との通信回線を確立するが、敵は個人の人格を理解していない集合意識であることが判明する。ナイン・ハイビスカスの反乱を起こした部下が、敵の母星の一つに大量破壊兵器による攻撃を開始したことで、二人の脆い休戦はほぼ破綻する。しかし、帝都にいた皇帝の若き後継者、エイト・アンチドートの介入により、ナイン・ハイビスカスは攻撃を阻止することができた。更なる戦争の可能性が薄れていく中、マヒートはルスエルとの縁を切った後、帝国での将来について考える。

## 主題
本作でも前作のテーマを引き継ぎ、征服と植民地主義、言語の構成要素、そして文化や制度との個人的な繋がりと言ったテーマが取り上げられている。また、本作では集合意識と言った新たなテーマも紹介している。
タイトルは、カレドニア人の首長がローマ帝国の政策について述べた言葉を引用したタキトゥスの有名なフレーズ「solitudinem faciunt, pacem appellant」（彼らは荒れ地を作り、それを平和と呼ぶ）を暗示している。

## 評価
BookPage の星付きレビューで、ノア・フラムは、マーティーンのデビュー作が、ユーモアと完璧な世界観を融合させ、心を掴む物語を紡ぐ才能を如実に示していた点と、より知的なテーマ探求を特徴とする『平和という名の廃墟』を比較し、「現代SFにおける最も巧妙で優雅な伏線の数々」を特徴としていると評している。彼は、『帝国という名の記憶』がヒューゴー賞にふさわしい作品であったとしても、『平和という名の廃墟』が「それを凌駕するかもしれない」と予測している。
Tor.comのマーティン・ケイヒルによれば、この小説はアクション満載のスペースオペラであると同時に「アイデンティティ、言語、人格、そして真実を深く掘り下げた、複雑な作品」でもあるとのことである。リサ・タトルはガーディアン紙でこの小説を「諜報術、外交的陰謀、恐ろしい異星人に加え、知覚、コミニュケーションの方法、そして人間とはなにかという興味深い探究が加わった、一流のスペースオペラ」と評した。

## 受賞歴
| 年   | 賞                      | 部門                             | 結果       | 参照   |
| ---- | ----------------------- | -------------------------------- | ---------- | ------ |
| 2021 | 英国SF協会賞            | 長編                             | 最終選考   | [ 7 ]  |
| 2021 | ドラゴン賞              | SF長編小説                       | ノミネート | [ 8 ]  |
| 2021 | ネビュラ賞              | 長編小説                         | 最終選考   | [ 9 ]  |
| 2022 | アーサー・C・クラーク賞 | —                                | 最終選考   | [ 10 ] |
| 2022 | ヒューゴー賞            | 長編小説                         | 受賞       | [ 11 ] |
| 2022 | ラムダ文学賞            | スペキュレイティヴ・フィクション | 最終選考   | [ 12 ] |
| 2022 | ローカス賞              | SF長編                           | 受賞       | [ 13 ] |